# Sarcòfag d'Ahiram
El sarcòfag del rei Ahiram és el sarcòfag d'un rei fenici de Biblos (cap al 1000 aC), descobert el 1923 per l'arqueòleg francés Pierre Montet a la tomba V de la necròpoli reial de Biblos i exposat al Museu Nacional de Beirut. Ahiram no apareix en cap altra font de l'Antic Orient, tot i que alguns científics han suggerit una possible connexió amb el rei contemporani Hiram esmentat en la Bíblia hebrea.
El sarcòfag és famós per les escultures de baix relleu i les seues inscripcions en idioma fenici: es considera el primer exemple conegut d'alfabet fenici completament desenvolupat i una de les cinc inscripcions reials bíbliques conegudes.

## Descobriment
El sarcòfag aparegué després d'un lliscament de terra als penya-segats de Biblos, al Líban actual, al 1923, que revelà l'existència d'una sèrie de tombes reials fenícies. La tomba d'Ahirom era a deu metres de fondària.

## Sarcòfag
El sarcòfag d'Ahiram el descobrí l'arqueòleg francès Pierre Montet al 1923 a Jbeil, l'històric Biblos. Els seus plafons tallats en baix relleu el converteixen en «el principal document artístic de l'edat de ferro primerenca» a Fenícia. Certs articles relacionats amb el sarcòfag el situen en l'edat del bronze final, però d'altres recolzen una datació més primerenca, concretament al segle xiii aC o testifiquen la reutilització d'una tomba de pou al s. XI ae. L'escena principal representa un rei assegut en un tron tallat amb unes esfinxs alades. Una sacerdotessa li ofereix una flor de lotus. A la tapadora hi ha dues figures masculines que s'enfronten entre si amb lleons seguts. Aquestes figures, les ha interpretat Glenn Markoe com a representants del pare i el fill als quals es fa al·lusió en la inscripció. La representació de figures i el disseny del tron i una taula mostren fortes influències assíries. L'absència total d'objectes egipcis de les dinasties XX i XXI a Fenícia [9] contrasta amb la represa dels llaços fenicioegipcis en la dinastia XXII egípcia.

## Els baixos relleus

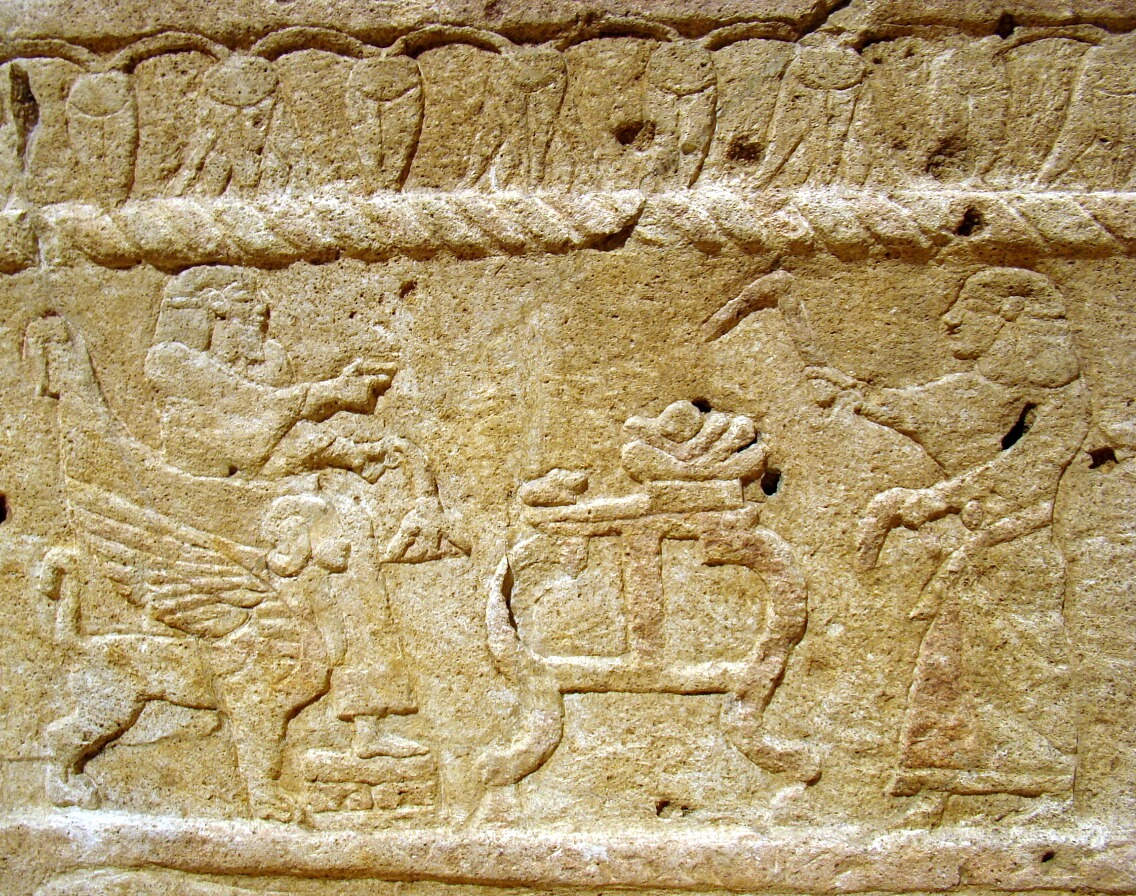
Baix relleu del sarcòfag. Color natural

L'escena principal en representa un rei segut en un tron tallat amb esfinxs alades. Una sacerdotessa li ofereix una flor de lotus.

## Inscripcions
En la vora i la tapadora del sarcòfag hi ha una inscripció de 38 paraules escrita en l'antic dialecte fenici de Biblos; és el més antic testimoni de l'alfabet fenici tan extens descobert fins hui.
Segons la reedició de les inscripcions d'Ahirom per Reinhard G.Lehmann, la traducció de la inscripció del sarcòfag diu:
| « | Un taüt feu [It] Tobaal, fill d'Ahirom, rei de Biblos, per a Ahirom, son pare, heus-lo ací, així el tancà. Si un rei entre reis, però, i un governador entre governadors i un comandant d'un exèrcit s'enfrontara a Biblos; quan descobrira aquest taüt - (llavors:) pot llevar-se el ceptre de la magistratura, pot ensorrar-se el tron del seu regne, i la pau i la tranquil·litat poden fugir de Biblos. I respecte a ell, ha de cancel·lar el registre en relació amb el tub de libació del sacrifici commemoratiu. | » |

Les fórmules de la inscripció són literàries, i el tall segur de les lletres arcaiques suggerí a Charles Torrey una forma d'escriptura ja d'ús comú. S'ha acceptat la data del segle X ae per a la inscripció.
A mig camí del cementeri hi havia una altra petita inscripció incisa a la paret sud. S'havia publicat com un advertiment per no continuar excavant, però ara s'entén com a part d'un ritual d'iniciació que roman desconegut. S'hi llig:
Respecte al coneixement:
ací i ara sigues humil (tu mateix!)
(en) aquest soterrani!

## Rei Ahiram
Ahiram (fenici: 𐤀𐤇𐤓𐤌) no apareix en cap altra font de l'Antic Orient. El succeí el seu fill Ithobaal I, el primer anomenat explícitament rei de Byblos.